# 武田久美子
武田 久美子（たけだ くみこ、1968年〈昭和43年〉8月12日 - ）は日本の女優、元アイドルである。原プランニング→ホリプロ→フィットワン→株式会社スクロールを経て株式会社グローバルプロモーション所属。

## 人物
両親とも静岡県の出身。母親の実家がある静岡県で生まれる。2歳半のとき、東京都中野区に引っ越す。若宮幼稚園卒園後、一家は、東京都北区田端にマイホームを建てて引っ越す。北区立滝野川第四小学校、堀越中学校（現在は廃校）を経て堀越高等学校卒業。
小学4年生のときに、弟とともにウナコーワのテレビCMに出演。弟は乳児からベビー用品のテレビCMに出演しており、自身も子供の時から目立ちたがり屋で、いつかはタレント活動をしたいと考えていた。中学生時代の1981年11月23日、雑誌で見た「東京大学アイドルプロデュース研究会」が主催する東大駒場祭「第2回東大生が選ぶアイドルコンテスト'81」に自身で応募し、総数1263人の中、優勝、「東大生が選んだアイドル」として話題になる。これが縁でスカウトされる。 直後に石井聰亙監督の34分の短編映画『シャッフル』にヒロインとして映画初出演（公開は1983年秋）。
1982年、日本映画『ハイティーン・ブギ』にヒロイン役で出演した。その劇中で、主演の近藤真彦とのキスシーンがあったことが原因で、近藤の熱狂的なファンから様々な嫌がらせを受け、一時は芸能活動そのものに支障を来たす程の事態となった。
1983年に「噂になってもいい」で歌手デビュー。ドラマ・映画に多数出演する。1990年代からは、グラビア雑誌や写真集で大胆なヌード写真を披露し、人気を博す。1999年にアメリカ人男性と結婚。アメリカ合衆国カリフォルニア州サンディエゴに移住したが2016年1月11日、離婚が成立。離婚した理由について、日本人女性からすると文化や人種から違う外国人男性との結婚生活は、ストレスや不満が多い事を明かした。

## エピソード
- アイドルとしてデビューする前の堀越中学校時代、男子アイドルグループ「ビッグ・マンモス」のメンバーであり、水難事故のため14歳で死亡した山崎圭一と交際していたことを、2005年に出版の著書『くみこの掟』にて記述している[6]ほか、2016年5月放送のTBSテレビ「7時にあいましょう」でも山崎との交際について語っている。
- 1989年（平成元年）にリリースした写真集『My Dear Stephanie』において、ホタテガイの貝殻を乳房に付け、水着に見立てた“貝殻ビキニ”が話題となり、以降、武田を語る時のエピソードのひとつとして取り上げられる[7]。このことが縁となり、2014年（平成26年）に北海道紋別市のホタテキャンペーンガールに就任した[8]。
- 外国人男性との国際結婚における難しさやストレスの多さを知っており「外国人はしばらくいいかな」と語っている[9]。
- 夫の仕事の都合でニューヨークに住んでいた40歳の時、おへそにピアスを開けており、ブログや著書ではへそピアスのコレクションやピアスを着けたセクシーなおへそを披露している。

## 書籍・映像作品

### 写真集
- TOUCH ME KUMIKO（1983年、近代映画社）
- パステルファンタジー（1983年、サンリオ）
- 別冊スコラ・武田久美子（1984年、スコラ、撮影・大森雄作）
- 想いどおり（1986年、ワニブックス、撮影・清水清太郎）
- 清水清太郎 撮影『Just a girl : 武田久美子写真集』ワニブックス、1987年5月10日。 - それまでの清純アイドル路線から大きく路線変更。笹で出来たふんどしを着用したポスターが話題となった。
- My Dear Stephanie（1989年、ワニブックス、撮影・渡辺達生） - 本作で初めて乳首と貝殻（ホタテ）ビキニを披露した。大きく褐色の乳輪が話題になった。貝殻ビキニ姿は現在でも語り草となっているが、撮影前日にホタテを食べたことがきっかけ（今でも旅番組に出ると、食事でホタテが出るという）。同写真集は30万部販売のヒットとなった[10]。撮影地はアメリカ合衆国ハワイ州のモロカイ島（本人談）
- Hello B.B.（1991年、ワニブックス、撮影・清水清太郎）
- Ciao Bella（1992年、ワニブックス、撮影・山内順仁）
- PARADISE（1993年、スコラ、撮影・野村誠一）
- Lady Casablanca（1994年、スコラ、撮影・リウ・ミセキ） - 海外ロケ「レディ・シリーズ」三部作の第1弾。初ヘアヌード。
- Lady New York（1995年、スコラ、撮影・リウ・ミセキ） - 海外ロケ「レディ・シリーズ」三部作の第2弾。
- Lady Malaga（1995年、スコラ、撮影・リウ・ミセキ）海外ロケ「レディ・シリーズ」 - 三部作の第3弾。
- You must love me（1997年、音楽専科社）
- S（1998年、ルー出版、撮影・宮沢正明）
- Mocha（2000年、音楽専科社、撮影・沢渡朔）
- DIVA（2002年、音楽専科社、撮影・山岸伸） -セパレートタイプの スリングショットを着用した。
- Me（2003年、音楽専科社、撮影・リウ・ミセキ）

### 著書
- マイウェイ少女（1983年、小学館）
- おとな気分－ドキドキハートはあまのじゃく（1983年、青春出版社）
- 武田久美子という生き方 きれいでいるには理由がある（2004年7月10日、小学館） ISBN 978-4-09-363112-9
- くみこの掟 武田久美子美しくなる魔法の言葉集（2005年1月17日、講談社）ISBN 978-4-06-212788-2
- プレシャスKUMIKOボディ（2005年5月、アスコム）ISBN 978-4-7762-0244-8
- 武田久美子のつくり方　DVD付き（2006年7月5日、小学館）ISBN 978-4-09-363113-6
- 43才でもなぜ武田久美子でいられるのか（2011年11月15日、小学館）ISBN 978-4-09-363731-2

### 映像作品
- SEXY SHOT（1986年、徳間コミュニケーションズ) LD同時
- 灼熱ビーナス（1988年、東宝）
- 愛らしく・・・（1989年、笠倉出版社）
- ヴィーナスの醜聞（1991年、JVD）LD同時
- フィジカル（1991年、パワースポーツ）「Legend Gold」としてDVD再販
- モンロー気分（1991年、大陸書房）
- 眩惑への招待状（1992年、パックインビデオ）
- インビテーション（1992年、ポニーキャニオン） LD同時
- エクセレント・ルージュ～最後の挑発～（1994年、にっかつ）
- 戯れ（1995年、笠倉出版社）
- DIVA（2002年、hmp）VHS、DVD

## ディスコグラフィ
※ 発売元は全てワーナー・パイオニア（現：ワーナーミュージック・ジャパン）。

### シングル
| #                                                          | 発売日                                                     | A/B面                                                      | 収録曲                                                     | 作詞                                                       | 作曲                                                       | 編曲                                                       | 規格品番                                                   |                                                            |
| ワーナー・パイオニア（現：ワーナーミュージック・ジャパン） | ワーナー・パイオニア（現：ワーナーミュージック・ジャパン） | ワーナー・パイオニア（現：ワーナーミュージック・ジャパン） | ワーナー・パイオニア（現：ワーナーミュージック・ジャパン） | ワーナー・パイオニア（現：ワーナーミュージック・ジャパン） | ワーナー・パイオニア（現：ワーナーミュージック・ジャパン） | ワーナー・パイオニア（現：ワーナーミュージック・ジャパン） | ワーナー・パイオニア（現：ワーナーミュージック・ジャパン） | ワーナー・パイオニア（現：ワーナーミュージック・ジャパン） |
| ---------------------------------------------------------- | ---------------------------------------------------------- | ---------------------------------------------------------- | ---------------------------------------------------------- | ---------------------------------------------------------- | ---------------------------------------------------------- | ---------------------------------------------------------- | ---------------------------------------------------------- | ---------------------------------------------------------- |
| 1st                                                        | 1983年 1月25日                                             | A面                                                        | 噂になってもいい                                           | 来生えつこ                                                 | 加藤和彦                                                   | 清水信之                                                   | L-1630                                                     |                                                            |
| 1st                                                        | 1983年 1月25日                                             | B面                                                        | 北風よ                                                     | 荒木一郎                                                   | 荒木一郎                                                   | 松井忠重                                                   | L-1630                                                     |                                                            |
| 2nd                                                        | 1983年 5月25日                                             | A面                                                        | シャワーホリデー                                           | 売野雅勇                                                   | 小田裕一郎                                                 | 鷺巣詩郎                                                   | L-1631                                                     |                                                            |
| 2nd                                                        | 1983年 5月25日                                             | B面                                                        | 渚から帰れない                                             | 売野雅勇                                                   | 小田裕一郎                                                 | 鷺巣詩郎                                                   | L-1631                                                     |                                                            |
| 3rd                                                        | 1983年 8月24日                                             | A面                                                        | びんかん…してます                                          | 松本一起                                                   | 小田裕一郎                                                 | 奥慶一                                                     | L-1635                                                     |                                                            |
| 3rd                                                        | 1983年 8月24日                                             | B面                                                        | テルミーママ                                               | 園部和範                                                   | 小田裕一郎                                                 | 入江純                                                     | L-1635                                                     |                                                            |
| 4th                                                        | 1984年 5月10日                                             | A面                                                        | 夢の飛行船                                                 | SHOW                                                       | 誠志郎                                                     | 入江純                                                     | L-1658                                                     |                                                            |
| 4th                                                        | 1984年 5月10日                                             | B面                                                        | ジェラシー・シーズン                                       | 園部和範                                                   | 加瀬邦彦                                                   | 入江純                                                     | L-1658                                                     |                                                            |
| 5th                                                        | 1984年 9月25日                                             | A面                                                        | Myボーイ                                                   | 尾関昌也                                                   | 尾関裕司                                                   | 入江純                                                     | L-1685                                                     |                                                            |
| 5th                                                        | 1984年 9月25日                                             | B面                                                        | ギンガムBUS STOP                                           | 伊達歩                                                     | 中崎英也                                                   | 入江純                                                     | L-1685                                                     |                                                            |

## 出演歴

### テレビドラマ
- 陽あたり良好!（1982年、日本テレビ）
- さよなら三角（1983年、フジテレビ） - 主演・星野明日香
- アイコ17歳（1984年、TBS） - 金沢清美
- 月曜ドラマランド（フジテレビ）
  - 「豆姫さま漫遊紀」（1984年） - 豆姫さま
  - 「キップくん」（1985年6月24日） - 五十嵐ひかり
- 婦警候補生物語（1985年、日本テレビ）
- 太陽にほえろ! 第704話「未亡人は十八才」（1986年7月25日、日本テレビ） - 奥寺えりか
- 火曜サスペンス劇場 （日本テレビ）
  - 「女弁護士・高林鮎子3 新横浜発12時09分の女」（1988年）
  - 「九門法律相談所5 飛べない小鳥たち」（1996年6月11日）
- 土曜ワイド劇場「三つ首塔」（1988年7月2日、テレビ朝日） - 佐竹由香利
- 青春オーロラ・スピン スワンの涙（1989年、フジテレビ） - 草薙涼子
- 夏休み別荘物語（1989年8月 - 9月、日本テレビ）
- ドラマチック22「アホバカOLvs24時間男の激変」（1990年4月14日、TBS）
- 東京ストーリーズ 第29回「つかのまのラブストーリー」（1990年6月4日、フジテレビ） - 主演
- さすらい刑事旅情編III 第10話「湯けむり東北新幹線・狙われた白い肌」（1990年、テレビ朝日）
- 水曜グランドロマン「いつか、サレジオ教会で」（1991年、日本テレビ）
- キライじゃないぜ（1992年、TBS） - 才野麻梨
- 七人の女弁護士 第3シリーズ 第11話「襲われた新妻!セクハラ殺人の罠」（1993年3月18日、テレビ朝日）
- if もしも 第2回「あるフェミニスト課長の秘書選び 美人かブスか」（1993年5月13日、フジテレビ）
- 天国に一番近い男 炎の命がけスペシャル これが出来なきゃ即死亡!（1999年、TBS） - 君島春子
- 月曜ドラマスペシャル「痛快!バツイチ・トリオ 女だけの便利屋事件簿3」（1999年、TBS）
- 松本清張生誕100年スペシャル・中央流沙（2009年、TBS）
- 金曜ドラマ「ウロボロス〜この愛こそ、正義。」（2015年、TBS） - 我孫子桐乃[12]

### 映画
- シャッフル（1981年）
- ハイティーン・ブギ（1982年、東宝） - ヒロイン・宮下桃子
- 伊賀野カバ丸（1983年、東映） - ヒロイン・大久保麻衣
- パンツの穴（1984年、ジョイパックフィルム） - ハンバーガー屋の店員
- トロピカルミステリー 青春共和国（1984年、東宝） - 松井洋子
- ビッグマグナム 黒岩先生（1985年、東映） - 川崎アケミ
- 人間の約束（1986年、東宝） - 森本直子
- アイドルを探せ（1987年、松竹） - 武原千明
- 花のあすか組!（1988年、東宝） - ヨーコ
- 愛と平成の色男（1989年、松竹） - 野立百合
- テクニカル・ヴァージン（1990年） - 主演・早紀
- 紅蓮華（1993年） - 篠の井洋子
- 熱血ゴルフ倶楽部（1994年） - 白鳥奈美子
- 卍舞2 妖艶三女濡れ絵巻（1995年） - 主演・お蝶
- 目を閉じて抱いて（1996年、東北新社） - 主演・花房
- ビッグ・ショー! ハワイに唄えば（1999年、東宝） - メデューサ坂上
- 翔んで埼玉（2019年、東映） - 壇ノ浦恵子

### Vシネマ
- JINGI 仁義2（1994年） - 愛子/由紀子
- Zero Woman 3 警視庁0課の女（1996年） - 主演・警視庁0課 刑事 レイ
- 霊界学校 麻子先生の首（1997年）- 主演・麻子先生
- 内閣特務捜査官 ORDER（1997年） - ナツミ
- ダブルキャスト（1998年、大映） - 主演・秋鹿典子（女医）

### バラエティ
- レッツゴーヤング（NHK総合）
- 一枚の写真（日本テレビ）
- おしゃれイズム（日本テレビ）
- 森田一義アワー 笑っていいとも!（フジテレビ）
- サンデージャポン（TBS）
- メレンゲの気持ち（日本テレビ）
- ヒルナンデス!（日本テレビ）
- 行列のできる法律相談所（日本テレビ）
- 中居正広の怪しい図書館（テレビ朝日）
- 開運!なんでも鑑定団（テレビ東京）
- ノンストップ!（フジテレビ）
- 世界一受けたい授業（日本テレビ）
- 爆報! THE フライデー（TBS）
- ご対面バラエティー 7時にあいましょう（TBS）
- じっくり聞いタロウ　〜スター近況(秘)報告〜（テレビ東京）

### CM
- 資生堂シャワーコロン（1983年）
- 森永製菓 ニューサント、チョコスナックもしもし（1983年-）
- ロート製薬 キャンパスリップ
- 三洋電機 サンヨーワードプロセッサ（1985年-）
- サッポロビール 生ビールキャンペーンガール ※ポスターモデル
- スケッチャーズ（2021年）

### ラジオ
- 武田久美子・水島裕の愛して!ウィウィ（1982年10月 - 1983年3月、ニッポン放送「オジンはバッテン!まるごとヤングミュージック」月曜20:00 - 20:55）
- 武田久美子 パイオニア・サウンド・ハイスクール（1983年5月 - 1984年3月、ニッポン放送）